# Peugeot Typ 112
Der Peugeot Typ 112 ist ein frühes Automodell des französischen Automobilherstellers Peugeot, von dem 1909 im Werk Lille 60 Exemplare produziert wurden.
Die Fahrzeuge des Modells 112 A besaßen einen Vierzylinder-Viertaktmotor, der vorne angeordnet war und über Kette die Hinterräder antrieb. Der Motor leistete aus 4588 cm³ Hubraum 22 PS, während das Modell 112 B mit einem Sechszylinder-Motor ausgestattet war, der aus 3317 cm³ Hubraum 20 PS leistete.
Bei einem Radstand von 325,1 cm betrug die Spurbreite 145 cm. Die Karosserieformen Doppelphaeton und Limousine boten Platz für vier bis fünf Personen.